# Liste des patriarches syriaques orthodoxes d'Antioche
Ce qui suit est la Liste des patriarches syriaques orthodoxes d'Antioche (primats de l'Église syriaque orthodoxe dits « Jacobites »).
Pour les patriarches d'avant 518, voir la liste des patriarches d'Antioche.

## Patriarches syriaques
- Sévère Ier (512-538) (Sévère fut déposé par l'empereur Justin en 518 ; exilé en Égypte, il fut reconnu par de nombreux Syriaques comme le patriarche légitime jusqu'à sa mort en 538)
- vacant (538-557)
- Serge de Tella (557-561) consacré par Jacques Baradée
- vacant (561-564)
- Paul II (564-576)
- vacant (576-581)
- Pierre III (581-591)
- Julien Ier (591-595)
- vacant (595-603)
- Athanase Ier le Chamelier (603-631)
- Jean II des Sedre (631-648)
- Théodore (649-667)
- Sévère II bar Mashqa (667-683)
- Athanase II de Balad (683 ou 684-686 ou 687)
- Julien II le Romain (687-708)
- Élie Ier de Gubba Barraya (709-723)
- Athanase III de Gubba Barraya (724-740)
- Iwanis Ier (740-754)
- Isaac de Harran l'Alchimiste (754-755)
- Athanase Sandalaya (755-758)
- Georges Ier (758-790)
- Jean de Callinice (759-763) (en Jazîra)
- David de Dara (763/764-avant 777) (en Jazîra)
- Joseph (790-792)
- Cyriaque de Takrit (793-817)
- Abraham de Gubba Barraya (808-837) (en Syrie du Nord)
- Denys Ier de Tell Mahre (818-845)
- Siméon (837-?) (intrus)
- Jean III (846-873)
- Ignace Ier (878-883)
- Théodose Romanos de Takrit (887-896)
- Denys II (897-909)
- Jean IV Qurzahli (910-922)
- Basile Ier (923-935)
- Jean V (936-953)
- Jean VI ou Iwanis II (954-957)
- Denys III (958-961)
- Abraham Ier (962-963)
- Jean VII Sarigta (965-985)
- Athanase V de Salah (986-1003)
- Jean VIII bar Abdoun (1004-1033)
- Denys IV Yahya (1034-1044)
- vacant (1044-1049)
- Jean IX (1049-1058)
- Athanase VI (1058-1063)
- Jean X bar Shushan (1063-1073)
- Basile II (1074-1075)
- Jean XI Abdoun (1075- vers 1095) avec comme concurrents :
  - Denys V Lazaros (1077-1077)
  - Jean XII/Iwanis III (1080-1082 ou 1084-1086)
  - Denys VI (1088-1090)
  - Athanase VII (Abu al-Faraj) bar Khamoro d'Amid (1090- 8 juin 1129). Il fut moine au monastère Mor Bar Sauma[1].
- Jean XIII bar Mawdyono (1129-1137)
- Athanase VIII bar Qutreh (1138-1166)
- Michel Ier le Syrien ou le Grand (1166-1199)
- Athanase IX (1200-1207)
- Jean XIV (1208-1220)
- Ignace II David (22 mai 1222- 14 juin 1252)
- Denys VII (1252-1261) en concurrence avec: 
  - Jean XV bar Madani (1252-1263)
- Ignace III Yeshu (6 février 1264- 17 novembre 1282)
- Ignace IV Philoxène Ier Nemrud (1283 - 1292)

### Divisions
Venance Grumel mentionne après Piloxenos Ier les patriarches suivants en concurrence, ainsi qu'une lignée concurrente au Tour Abdin (cf. ci-dessous). À l'inverse, la liste traditionnelle ignore cette scission et ne retient comme patriarches que ceux repris dans la première colonne suivante.
| Jacobites occidentaux (Arménie, Syrie) | Jacobites occidentaux (Arménie, Syrie)                               | Jacobites orientaux (Mardin) |
| - Michel II Barsumas, archimandrite de Gavicatha (novembre 1292- 7 décembre 1312) - Michel III Yeshu Barsusan (1312-1349) - Baselius III Gabriel (1349-1387) - Philoxenos II le Scribe (1387-1421) - Baselius IV Shemun Manaamita (1421-1445) | - Constantin, métropolite de Mélitène (novembre 1292- novembre 1293) | - Ignace Bar-Vahib (1er janvier 1293-15 avril 1332) - Ignace Ismaël Almaged (1332-4 juin 1365) - Ignace Schahab (1365-janvier 1381) - Ignace Abraham Bar-Garib (1381-1412) - Ignace Behnam al-Hadli (1412-1445) |

### Réunification
- Ignace Behnam al-Hadli (1445-1455)
- Ignace Khalaf (25 mai 1455-1484)
- Ignace Jean XIII Bar Sila (1483-septembre 1493)
- Ignace Isa concurrent 1484- ?
- Ignace Nuh du Liban (1493 - 28 juillet 1509)
- Ignace Yeshu Ier (1509-1512)
- Ignace Jacques Ier (1512-1517)
- Ignace David Ier (1517-1520)
- Ignace Abdallah Ier (1520-1557)
- Ignace Nemet Allah Ier (1557-1576)
- Ignace David II Shah (1576-1591)
- Ignace Pilate Ier (1591-1597)
- Ignace Hadayat Allah (1597-1639)
- Ignace Simon Ier (1640-1659)
- Ignace Yeshu II Qamsheh (1659-1662)
- Ignace Abdulmessiah Ier (1662-1686)
- Ignace Georges II (1687-1708)
- Ignace Isaac Azar (1709-1722)
- Ignace Shukr Allah II (1722-1745)
- Ignace Georges III (1745-1768)
- Ignace Georges IV (1768-1781)
- Ignace Matthieu (1782-1817)
- Ignace Yunan (1817-1818)
- Ignace Georges V (1819-1837)
- Ignace Élie II (1838-1847)
- Ignace Jacques II (1847-1871)
- Ignace Pierre IV (1872-1894)
- Ignace Abdulmessiah II (1895-1905)
- Ignace Abdallah II (1906-1915)
- Ignace Élie III (1917-1932)
- Ignace Éphrème Ier (1933-1957)
- Ignace Jacques III (1957-1980)
- Ignace Zakka Ier Iwas (1980-2014)
- Ignace Ephrem II Karim (2014-)

## Jacobites orientaux au Tour Abdin
Une lignée concurrente se maintient au Tour Abdin jusqu'en 1816 : 
- Ignace Saba de Salacha (6 août 1364-1390)
- Ignace Josué Bar-Muta (1390-1412), mort en 1421
- Ignace Masud (1412-1420)
- Ignace Henoch (1421-1446)
- Ignace Coumas Philoxenus (1446-1455)
- Ignace Josué Basile (1455-1466)
- Ignace Aziz Bar-Sabta (1456-1489)
- Jean Bar-Couphar (1489- 22 février 1493)
- Concurrent Schaba (1489- ? )
- Ignace Masud (1493-1495/1512[5])
- Ignace Isho de Zaz (1515–1524)
- Ignace Simon de Hattakh (1524–1551)
- Ignace Jacob de Hisn (1551–1571)
- Ignace Sahdo de Midhyat (1584–1621)
- Ignace 'Abd Allah de Midhyat (1628–?)
- Ignace Habib de Midhyat (1674–1707)
- Ignace Denha de 'Arnas (1707–1725)
- Ignace Barsum de Midhyat (1740–1791)
- Ignace Aho d'Arbo (1791–?)
- Ignace Isaiah d'Arbo (?–1816)